# Half Light (film)
Half Light is een Brits-Duitse mystery/thriller uit 2006 met in de hoofdrol actrice Demi Moore.

## Verhaal
Rachel Carlson (Demi Moore) is een succesvol schrijfster van mystery-boeken. Ze woont met haar zoontje Thomas uit een vorig huwelijk en haar huidige man Brian in Londen. Hij schrijft ook maar heeft geen succes, zijn laatste boek is zojuist afgewezen.
Op een dag laat Rachel het hek open staan dat naar de steiger voor hun huis leidt. Thomas loopt de steiger op en verdrinkt.
Haar relatie met Brian verzuurt, mede door de dood van haar zoontje, maar Rachel wil nog niet scheiden.
Rachel trekt zich daarop terug in het dorpje "Ingonish Cove" om te schrijven, waar ze een huisje aan zee heeft gekocht. Voor de kust ligt een klein eilandje met een vuurtoren.
In het dorp ontmoet ze brigadier Finlay Murray en zijn vrouw Mary. Ook ontmoet ze een helderziende vrouw die door de rest van het dorp wordt gezien als een zonderling. Deze helderziende vrouw ziet voortdurend hoe het overleden jongetje Thomas in de buurt van Rachael blijft.

Het schrijven wil niet vlotten. Rachel beeldt zich dan in dat haar zoontje ineens voor haar staat. Hij vraagt waarom ze niet naar hem toe kwam toen hij bij de waterkant speelde. Rachel is overmand door schuldgevoelens.
Op een dag gaat ze naar het eiland met de vuurtoren. Daar ontmoet ze de vuurtorenwachter Angus McCullogh met wie ze een affaire begint. Thuis gebeuren er spookachtige dingen: op een tekentablet van Thomas dat ze heeft bewaard  verschijnt ineens de tekst: "Vergeet niet achterom te kijken!" Een Actionman-pop van Thomas gaat ineens uit zichzelf praten, en weer verschijnt Thomas aan haar in een angstdroom.
In het café komt de helderziende vrouw op haar af en zegt: "Het is het hek, nietwaar? Je hebt het open laten staan. Maar je zoon, die is hier nog steeds." Rachel schrikt en als ze later naar het huis van de helderziende vrouw gaat om er meer van te weten te komen doet deze niet open. Ze zit binnen en praat tegen haar poppen.
Vreemde gebeurtenissen blijven zich voordoen. Rachel doet de koelkastdeur open en als ze deze weer sluit hebben de magnetische koelkastdeurletters als vanzelf de woorden "Thomas was here" gevormd...
De volgende dag is er een feest waar Rachel ook Angus voor heeft uitgenodigd, maar hij komt niet opdagen. Rachel vraagt het na bij Mary en die vertelt haar dan dat Angus al 7 jaar geleden overleden is, samen met zijn vrouw. Rachel denkt dat de dorpelingen haar voor de gek houden. Ze gaat terug naar de vuurtoren die nu ineens totaal verlaten is. Brigadier Finlay vertelt haar dan het hele verhaal van Angus en zijn vrouw Kate. Zeven jaar geleden betrapte Angus zijn vrouw Kate in bed met de visser Gordon McCloud. Angus ging door het lint en vermoordde de visser. Kate probeerde tussenbeide komen, maar viel met haar hoofd op de tafelrand en stierf ter plekke. Angus pleegde vervolgens zelfmoord door van de vuurtoren op de rotsen beneden te springen. Het blijkt dat Rachel nu in Gordon McClouds huis woont, en Kate liet Gordon vroeger met lichtsignalen weten als Angus weg was. Dan was de kust vrij voor een rendez-vous.
Rachel wil het nog steeds niet geloven dus gaan ze naar het kerkhof. Daar zijn inderdaad de graven van Kate en Angus Mc Cullough. In de bibliotheek vindt ze echter niks, de kranten van die periode staan toevallig niet op microfiche. Er is geen internet, de computer is stuk. Rachel voelt dat ze een beetje wordt gedwarsboomd in haar onderzoekje.

Overstuur belt ze haar literaire agent Sharon, die belooft dat ze eraan komt. Rachel heeft het idee dat ze gek wordt. Die avond gaat ze terug naar de vuurtoren, gelokt door lichtsignalen uit de ramen. Daar blijkt Sharon al te zijn die zegt dat Rachel zich dingen inbeeldt. Terwijl ze staan te praten, ziet Rachel hoe Angus tevoorschijn komt vanuit een deuropening achter Sharon. Rachel zegt: "Kijk dan, hij bestaat echt!" Sharon draait zich om maar ziet hem niet, terwijl hij vlak voor haar staat. Angus steekt Sharon ineens neer. Rachel vlucht en haalt Finlay erbij, maar als ze terugkomen in de vuurtoren is Sharons lijk verdwenen.
Thuisgekomen wil Rachel controleren of ze het zich heeft verbeeld en belt Sharons mobiele telefoon maar krijgt de voicemail. Als dan ook nog het radiografisch bestuurde autootje van Thomas ineens komt binnenrijden, gaat ze ten einde raad naar de helderziende vrouw. Die zegt haar dat haar zoontje haar probeert te waarschuwen voor iets.
Het blijkt ineens dat Brian al in het dorp is, in Rachels huis zelfs. Hij typt wat op de typmachine.
Meteen daarna zien we op een treinstation dat zowel Angus (die Patrick blijkt te heten) als Sharon nog leven. Sterker nog: ze spelen onder 1 hoedje met Brian. Ze hebben het plan opgevat om de rijke schrijfster Rachel van haar miljoenen te ontdoen. Het is de jaloezie op Rachels succes die ze samen heeft gebracht. Patrick/Angus zegt dat hij de rest van zijn aandeel van het geld wil. Vlak voordat hij instapt in een trein realiseert hij zich dat hij een filmrolletje waar hij samen met Rachel op staat op het eiland heeft laten liggen. Dat zou kunnen bewijzen dat hij echt bestaat en dus geen geest is. Patrick/Angus vindt het fotorolletje terug op het eiland. Daar realiseert hij zich ook dat hij best veel is gaan geven om Rachel. Dan ziet hij vreemde lichten in de vuurtoren. Als hij naar binnen gaat, wordt hij aangevallen door iets ongedefinieerds.
De helderziende vrouw waarschuwt de politieagent dat Rachel in gevaar is. Rachel (die in haar eigen huis overmeesterd is door Sharon en Brian) wordt op dat moment bewusteloos in een bootje naar het eiland gebracht door Sharon en Brian. Het plan is haar te doden en het op zelfmoord te laten lijken zodat Brian 4 miljoen pond erft.

Ze gooien haar met een anker over boord en ze zinkt snel, maar ze weet zich te bevrijden. Ze komt net op tijd boven voor lucht.

Intussen zijn Brian en Sharon de vuurtoren ingegaan, gelokt door dezelfde rare lichtsignalen. Rachel is ze echter achterna gegaan en er begint een gevecht tussen de drie. Sharon valt tegen de tafelrand en sterft (déja-vu), Rachel vlucht naar boven en Brian gaat achter haar aan. Patrick houdt hem tegen, maar dit blijkt niet Patrick maar de geest van Angus te zijn. Die doodt Brian door hem aan een haak op te hangen. De echte Patrick volgt Rachel tot in de nok van de vuurtoren en hij geeft haar de schelp die ze ooit samen hebben begraven, ten teken van zijn oprechte gevoel voor haar. Hij gooit zich over de rand en valt op de rotsen te pletter.
Totaal ontredderd gaat Rachel weer naar binnen, waar brigadier Finlay haar opvangt.
De volgende dag vertrekt Rachel uit het dorp. De helderziende vrouw vertelt Rachel wat Thomas het liefst zou hebben: dat ze zijn dood vergeet en zich zijn leven herinnert.

## Rolverdeling
| Acteur           | Personage                |
| ---------------- | ------------------------ |
| Demi Moore       | Rachel Carlson           |
| Henry Ian Cusick | Brian                    |
| Beans El-Balawi  | Thomas Carlson           |
| Kate Isitt       | Sharon Winton            |
| Nicholas Gleaves | Dr. Robert Freedman      |
| James Cosmo      | Finlay Murray            |
| Joanna Hole      | Mary Murray              |
| Therese Bradley  | Morag McPherson          |
| Hans Matheson    | Angus McCulloch          |
| Mickey Wilson    | Pastoor James McMahon    |
| Polly Frame      | Bibliothecaresse         |
| Ceit Kearney     | Vrouw die Gaelic spreekt |
| Nichola Bee      | Kate McCulloch           |
| Jamie Edgell     | Gordon McCloud           |
| Anne Smith       | Bingo-omroepster         |
| Isla Hampson     | Ober                     |
| Helen Crerar     | Mrs. Freedman            |
| David Monteath   | stem                     |

## Trivia
- Het eiland Llanddwyn bij Anglesey in het noorden van Wales (Engeland) werd gebruikt als filmlocatie. Dit zorgde voor boosheid onder de lokale bevolking, men ervaarde het als heiligschennis dat hun spirituele gemeenschap als set werd gebruikt.
- Demi Moore betaalde 20 kratten bier uit eigen zak voor de filmcrew.
- In september 2004 was het weer zó slecht dat de sets op het eiland het maar ternauwernood overleefden.